# Ardó Mária
Ardó Mária (Budapest, 1955. december 22. –) operaénekesnő (szoprán). 

## Életpályája
1982-ben végzett a Liszt Ferenc Zeneművészeti Főiskola ének tanszakának opera szakán. Tanárai Raskó Magda, Bende Zsolt és Simándy József voltak. Több hazai és nemzetközi énekversenyen ért el előkelő helyezést. 1977-ben szerepelt először énekversenyen, a Magyar Rádió dalversenyén, majd Karlovy Varyban negyedik helyezést ért el és elnyerte a város különdíját. 1980-ban szintén fellépett a cseh városban, akkor második lett, s neki ítélték a Dvorák Múzeum különdíját. Ugyanabban az évben részt vett a hollandiai 's-Hertogenbosch hagyományos nemzetközi énekversenyén, ahol ugyancsak második lett. 1982-ben az Erkel–Kodály Énekverseny második helyezettje volt. 
1983-tól énekelte az Operaház színpadán Melindát a Bánk bánban. az 1987–88-as évadban részfoglalkozású, a következőtől teljes állásban a társulat magánénekese a 2007–2008-as szezonig, de kisebb szerepekben még négy éven át gyakran fellépett, utoljára 2012. november 11-én a Figaro lakodalma Marcellinájaként
Önálló esteken operaházi működése óta is szerepel. Fellépett külföldön is. Oratóriuménekes is.

## Szerepei
- Georges Bizet: Carmen – Micaëla
- Erkel Ferenc: Bánk Bán – Melinda
- Erkel Ferenc: Hunyadi László – Szilágyi Erzsébet; Hunyadi Mátyás
- Humperdinck, Engelbert: Jancsi és Juliska – Altató manó
- Ruggero Leoncavallo: Bajazzók – Nedda
- Mozart: A varázsfuvola – Pamina; Első hölgy
- Mozart: Az álruhás kertészlány – Arminda
- Mozart: Così fan tutte – Fiordiligi; Despina
- Mozart: Don Juan – Donna Anna
- Mozart: Figaro lakodalma – A grófné; Marcellina
- Muszorgszkij: Hovanscsina – Emma
- Puccini: Angelica nővér – Genovieffa nővér
- Puccini: Bohémélet – Mimi
- Ottorino Respighi: A láng – Agata
- Richard Strauss: A rózsalovag – Marianne
- Verdi: A lombardok az első kereszteshadjáratban – Viclinda
- Verdi: A végzet hatalma – Leonora di Vargas
- Verdi: Nabucco – Anna
- Verdi: Otello – Desdemona
- Wagner: A walkür – Ortlinde
- Richard Wagner: Istenek alkonya – Woglinde
- Wagner: Parsifal – Második viráglány
- Wagner: Siegfried – Az erdei madár hangja

## Diszkográfia
- Erkel Ferenc: Bátori Mária – címszerep (Molnár János, Albert Tamás, Sárkány Kázmér, Martin János, Ocsovai János, Szilágyi János; a Kolozsvári Állami Magyar Opera Ének- és Zenekara, vezényel: Mossóczy Vilmos) (2001) Musica Hungarica MHA 222

## Díjai, elismerései
- Brüsszeli nemzetközi Bel canto énekverseny – különdíj (1984)[4]
- Bartók Béla–Pásztory Ditta-díj
- Melis György-emlékplakett (2000)[5]